# Karate tại Đại hội Thể thao Đông Nam Á 2019
Karate tại Đại hội Thể thao Đông Nam Á năm 2019 được tổ chức từ ngày 7 đến 9 tháng 12 tại World Trade Center Metro Manila, thành phố Manila, Philippines.  Chương trình thi đấu bao gồm hai phân môn: kata (quyền biểu diễn) và kumite (đối kháng), với tổng cộng 13 bộ huy chương được trao cho vận động viên đến từ 8 quốc gia.

## Lịch trình thi đấu
Lịch thi đấu cho các nội dung karate đều được tính theo Giờ tiêu chuẩn Philippines (UTC+8).

## Bảng huy chương
| Hạng               | Đoàn               | Vàng | Bạc | Đồng | Tổng số |
| ------------------ | ------------------ | ---- | --- | ---- | ------- |
| 1                  | Malaysia           | 4    | 4   | 0    | 8       |
| 2                  | Thái Lan           | 3    | 2   | 3    | 8       |
| 3                  | Việt Nam           | 2    | 3   | 6    | 11      |
| 4                  | Indonesia          | 2    | 3   | 4    | 9       |
| 5                  | Philippines        | 2    | 1   | 9    | 12      |
| 6                  | Lào                | 0    | 0   | 2    | 2       |
| 7                  | Brunei             | 0    | 0   | 1    | 1       |
| 7                  | Myanmar            | 0    | 0   | 1    | 1       |
| Tổng số (8 đơn vị) | Tổng số (8 đơn vị) | 13   | 13  | 26   | 52      |

## Tóm tắt kết quả

### Biểu diễn (Kata)
| Nội dung     | Vàng                                                              | Bạc                                                         | Đồng                                                                                 |
| ------------ | ----------------------------------------------------------------- | ----------------------------------------------------------- | ------------------------------------------------------------------------------------ |
| Cá nhân nam  | Ahmad Zigi Zaresta Yuda · Indonesia                               | Ooi San Hong · Malaysia                                     | Amkha Vongphachan · Lào                                                              |
| Cá nhân nam  | Ahmad Zigi Zaresta Yuda · Indonesia                               | Ooi San Hong · Malaysia                                     | John Enrico Vasquez · Philippines                                                    |
| Cá nhân nữ   | Krisda Putri Aprilia · Indonesia                                  | Nguyễn Thị Phương · Việt Nam                                | Sarah Pangilinan · Philippines                                                       |
| Cá nhân nữ   | Krisda Putri Aprilia · Indonesia                                  | Nguyễn Thị Phương · Việt Nam                                | Monsicha Tararattanakul · Thái Lan                                                   |
| Đồng đội nam | Malaysia · Thomson Hoe · Ivan Oh · Emmanuel Leong                 | Indonesia · Andi Dharmawan · Andi Mardana · Albiadi         | Philippines · John Enrico Vasquez · Mark Andrew Manantan · Adam Bondoc               |
| Đồng đội nam | Malaysia · Thomson Hoe · Ivan Oh · Emmanuel Leong                 | Indonesia · Andi Dharmawan · Andi Mardana · Albiadi         | Việt Nam · Sài Công Nguyên · Giang Việt Anh · Phạm Trường An                         |
| Đồng đội nữ  | Việt Nam · Lưu Thị Thu Uyên · Nguyễn Thị Phương · Lê Thị Khánh Ly | Malaysia · Celine Lee Xin Yi · Khaw Yee Voon · Chang Sin Yi | Indonesia · Dian Monika Nababan · Emilia Sri Hanandyta · Anugerah Nurul Lucky        |
| Đồng đội nữ  | Việt Nam · Lưu Thị Thu Uyên · Nguyễn Thị Phương · Lê Thị Khánh Ly | Malaysia · Celine Lee Xin Yi · Khaw Yee Voon · Chang Sin Yi | Philippines · Nicole Erika Dantes · Ronaldene Aletheia Flores · Rebecca Cyril Torres |

### Đối kháng (kumite)

#### Nam
| Hạng cân | Vàng                               | Bạc                                    | Đồng                                   |
| -------- | ---------------------------------- | -------------------------------------- | -------------------------------------- |
| −55 kg   | Prem Kumar Selvam · Malaysia       | Norman Montalvo · Philippines          | Worakan Soda · Thái Lan                |
| −55 kg   | Prem Kumar Selvam · Malaysia       | Norman Montalvo · Philippines          | Nguyễn Văn Hải · Việt Nam              |
| −60 kg   | Nguyễn Thanh Duy · Việt Nam        | Rifki Ardiansyah Arrosyiid · Indonesia | Salanh Manisinh · Lào                  |
| −60 kg   | Nguyễn Thanh Duy · Việt Nam        | Rifki Ardiansyah Arrosyiid · Indonesia | Jason Ramil Macaalay · Philippines     |
| −67 kg   | Supa Ngamphuengphit · Thái Lan     | Muhammad Arif Ab Malik · Malaysia      | Mohd Sofian Muhd Sufizan · Brunei      |
| −67 kg   | Supa Ngamphuengphit · Thái Lan     | Muhammad Arif Ab Malik · Malaysia      | Đặng Hồng Sơn · Việt Nam               |
| −75 kg   | Sharmendran Raghonathan · Malaysia | Songvut Muntaen · Thái Lan             | Sandi Firmansyah · Indonesia           |
| −75 kg   | Sharmendran Raghonathan · Malaysia | Songvut Muntaen · Thái Lan             | Ivan Christopher Agustin · Philippines |
| +75 kg   | Teerawat Kangtong · Thái Lan       | Đỗ Thành Nhân · Việt Nam               | Daniel · Indonesia                     |
| +75 kg   | Teerawat Kangtong · Thái Lan       | Đỗ Thành Nhân · Việt Nam               | Sharief Afif · Philippines             |

#### Nữ
| Hạng cân | Vàng                              | Bạc                               | Đồng                              |
| -------- | --------------------------------- | --------------------------------- | --------------------------------- |
| −50 kg   | Junna Tsukii · Philippines        | Đinh Thị Hương · Việt Nam         | Maya Sheva · Indonesia            |
| −50 kg   | Junna Tsukii · Philippines        | Đinh Thị Hương · Việt Nam         | Paweena Raksachart · Thái Lan     |
| −55 kg   | Madhuri Poovanesan · Malaysia     | Tippawan Khamsi · Thái Lan        | Mae Soriano · Philippines         |
| −55 kg   | Madhuri Poovanesan · Malaysia     | Tippawan Khamsi · Thái Lan        | Trang Cẩm Lành · Việt Nam         |
| −61 kg   | Arm Sukkiaw · Thái Lan            | Mathivani Murugeesan · Malaysia   | Joane Bernice Orbon · Philippines |
| −61 kg   | Arm Sukkiaw · Thái Lan            | Mathivani Murugeesan · Malaysia   | Hồ Thị Thu Hiền · Việt Nam        |
| +61 kg   | Jamie Christine Lim · Philippines | Ceyco Georgia Zefanya · Indonesia | Nway Nway Zaw Win · Myanmar       |
| +61 kg   | Jamie Christine Lim · Philippines | Ceyco Georgia Zefanya · Indonesia | Bùi Thị Thảo · Việt Nam           |